# Frémainville
Frémainville este o comună franceză, situată în departamentul Val-d'Oise, în regiunea Île-de-France.

## Geografie

### Descriere
Frémainville este un sat periurban situat în regiunea Vexinului francez, în departamentul Val-d'Oise, la granița cu Yvelines, în apropierea pădurii Galluis, care domină valea râului Aubette de Meulan. Localitatea se află la 35 de kilometri nord-vest de Paris, la 8 km nord-vest de Meulan-en-Yvelines, la 12 km sud-est de Magny-en-Vexin și la 25 km sud de Gisors.
Satul este așezat pe versantul unui deal orientat spre est, pierdut în mijlocul vegetației și al pădurilor, departe de marile căi de comunicație, dar ușor accesibil prin fosta RN 14 (actuala RD 14).
Comuna face parte din parcul natural regional Vexinul francez.

### Comune limitrofe
|                    | Avernes | Théméricourt |
| Lainville-en-Vexin |         |              |
| Jambville          |         | Seraincourt  |

### Clima
În 2010, clima comunei este de tipul climatului oceanic degradat al câmpiilor din Centru și Nord, conform unui studiu al Centrului Național de Cercetare Științifică (CNRS) pe baza unui set de date care acoperă perioada 1971-2000 bazat pe o serie de date din perioada 1971-2000. În 2020, Météo-France a publicat o tipologie a climatului pentru Franța metropolitană, în care comuna este expusă unui climat oceanic și se află în regiunea climatică Sud-vest a bazinului Parisian, caracterizată printr-o ploaie redusă, în special primăvara (120-150 mm) și un iarnă rece (3,5 °C).
Pentru perioada 1971-2000, temperatura anuală medie este de 10,6 °C, cu o amplitudine termică anuală de 14,5 °C. Cumulul anual mediu de precipitații este de 694 mm, cu 11,5 zile de precipitații în ianuarie și 8,1 zile în iulie. Pentru perioada 1991-2020, temperatura medie anuală observată la stația meteorologică Météo-France cea mai apropiată, situată în comuna Boissy-l'Aillerie la 12 km distanță, este de 11,2 °C, iar cumulul anual mediu de precipitații este de 635,8 mm.
Parametrii climatici ai comunei au fost estimați pentru mijlocul secolului (2041-2070) conform diferitelor scenarii de emisie de gaze cu efect de seră, bazate pe noile proiecții climatice de referință DRIAS-2020. Aceștia pot fi consultați pe un site dedicat publicat de Météo-France în noiembrie 2022.

## Urbanism

### Tipologie
La 1 ianuarie 2024, Frémainville este clasificată ca o comună rurală cu habitat dispersat, conform noii grile comunale de densitate în șapte niveluri, definită de INSEE (Institutul Național de Statistică și Studii Economice) în 2022. Este situată în afara unității urbane. În plus, comuna face parte din zona metropolitană a Parisului, fiind o comună din coroana acestei zone. Această zonă cuprinde 1.929 de comune.

## Toponimie
Comuna este atestată sub forma latinizată Fremevilla. Este vorba despre o formare toponimică medievală cu sufixul -ville, având sensul vechi de „domeniu rural”, precedat de antroponimul germanic Frammier.

## Istorie
Satul este cunoscut abia începând cu secolul al XI-lea, odată cu construirea unei biserici și, probabil, a unui castel ridicat anterior. Rămânem în sfera speculațiilor, considerând totuși că acest castel trebuie să fi fost ordonat de o autoritate superioară pentru a face parte din rețeaua de fortificații ridicate împotriva invadatorilor normanzi.
Comuna Frémainville este menționată de istoricul Marcel Lachiver în monografia sa comunală Histoire de Meulan et de sa région par les textes. Un paragraf din lucrarea sa descrie organizarea funciară și viața din Frémainville în anul 1900.

## Populația și societatea

### Date demografice
Evoluția numărului de locuitori este cunoscută prin recensămintele populației efectuate în comuna respectivă începând din 1793. Pentru comunele cu mai puțin de 10 000 de locuitori, un recensământ al întregii populații este realizat la fiecare cinci ani, populațiile legale pentru anii intermediari fiind estimate prin interpolare sau extrapolare.
În 2021, comuna număra 509 locuitori, în creștere cu +8,3 % față de 2015 (Val-d'Oise: +3,39 %, Franța fără Mayotte: +1,84%).
| An        | 1793 | 1821 | 1841 | 1856 | 1876 | 1886 | 1901 | 1921 | 1936 | 1962 | 1982 | 2006 | 2014 | 2021 |
| --------- | ---- | ---- | ---- | ---- | ---- | ---- | ---- | ---- | ---- | ---- | ---- | ---- | ---- | ---- |
| Populație | 398  | 403  | 363  | 346  | 325  | 315  | 246  | 230  | 249  | 254  | 410  | 480  | 474  | 509  |

## Cultură locală și patrimoniu

### Locuri și monumente

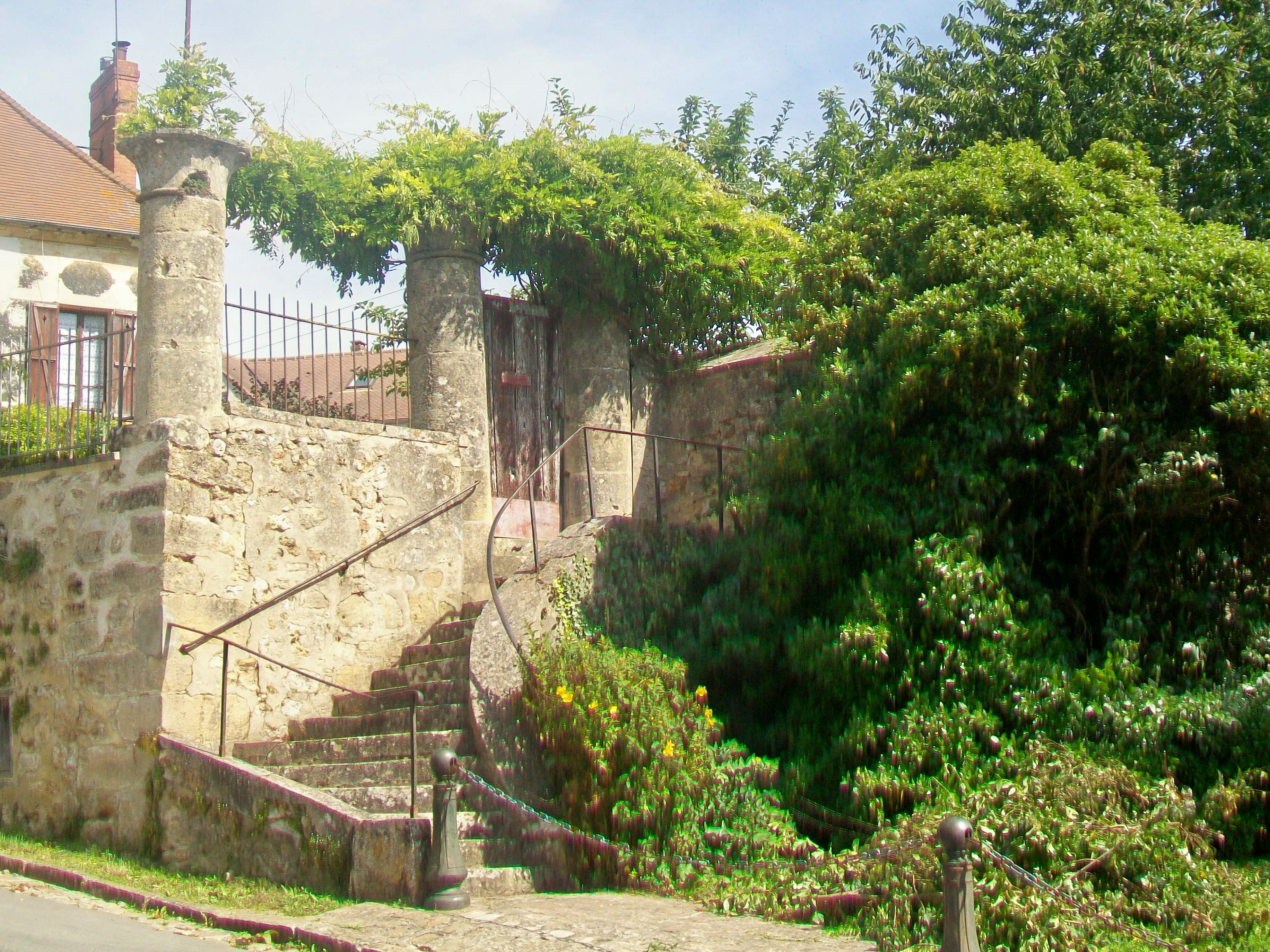
Cele trei coloane aflate în vârful scării de acces către grădina fostului presbiteriu.

Frémainville deține un monument istoric pe teritoriul său:
- Porticul fostului presbiteriu, situat pe Rue du Pavé (clasificat monument istoric prin ordinul din 17 februarie 1950[27]). Amplasat în fața fațadei bisericii, acest portic, situat deasupra străzii, este accesibil printr-o frumoasă scară din piatră fasonată. Cele trei coloane cu capiteluri sunt coloane recuperate după demolarea vechii biserici, în jurul anului 1900[19]. În partea stângă, cocoșul vechiului turn-clopotniță a fost reinstalat.

Se poate menționa, de asemenea:
- Fosta distilerie, situată la est de sat, în apropierea drumului RD 43: aceasta datează de la sfârșitul secolului al XIX-lea. A servit drept decor pentru filmarea mai multor producții, precum Diaboliquement vôtre în 1967, Aventurile rabinului Jacob[28][29] și Les Tuche 4[30]. După o lungă perioadă de abandon, părțile recuperabile au fost restaurate și transformate în locuințe, păstrând în același timp elementele cele mai caracteristice ale acestui mic complex industrial.
- Crucea cimitirului, situată în centrul cimitirului actual, pe Rue du Puits: această cruce din secolul al XVI-lea, cu extremități în formă de flăcări, îl prezintă pe Hristos pe fața principală și pe un sfânt episcop binecuvântând pe revers, probabil Sfântul Clair, patronul comunei (care nu a fost niciodată episcop, dar a fost adesea confundat de sculptori cu Sfântul Clair de Nantes, așa cum se întâmplă și în cazul relicvariului din lemn al bisericii). Soclul monumentului datează din secolul al XII-lea[28].
- Mai multe cruci de drum există pe teritoriul comunei, având un soclu sau piedestal vechi pe care este montată o mică cruce din fier forjat, foarte simplă (pe Rue du Bout-Sirop, la ieșirea din sat, în fața bisericii etc.).
- Ferma La Grue, situată pe Chemin de la Grue: un mare complex din secolul al XIX-lea, care se remarcă în special printr-un turn mare, crenelat, de inspirație medievală. Această fermă a fost construită pentru contele Vitali, proprietar al castelurilor din Frémainville și Vigny[28].
- Castelul Frémainville, situat pe Rue du Château și Rue du Pavée: acest castel, frecvent remodelat, păstrează elemente din secolele XVII și XVIII. Cu un plan neregulat, este alcătuit din două corpuri de clădire similare, unul fiind perpendicular pe celălalt. La acestea se adaugă un pavilion pătrat în nord-est și un mic turn rotund la colțul dintre cele două corpuri de clădire, de asemenea în nord-est. Întregul ansamblu are un etaj și mansardă în stil Mansart[28].
- Biserica Saint-Clair, situată pe Rue du Pavée: cu excepția bazei turnului-clopotniță, care datează din secolul al XII-lea, biserica a fost construită în 1901. La fel ca cea din Vigny, a fost realizată pe cheltuiala contelui Vitali. De asemenea, în stil neogotic, este mai simplă și mai modestă decât vecina sa din Vigny. Volumetria sa este inspirată de bisericile sătești din Vexin, iar arhitectul a introdus chiar unele neregularități: cele două brațe ale transeptului împart un fronton comun cu capelele laterale ale corului, situate la nord și la sud, iar capelele au fiecare o singură boltă mare, în timp ce corul are două bolți pentru aceeași suprafață. În rest, biserica urmează un plan cruciform convențional, având o navă cu patru travee boltite cu nervuri din tencuială și un cor cu trei travee și absidă poligonală. Faptul că corul este ușor mai îngust decât nava se explică prin planul trapezoidal al turnului-clopotniță[n 5][28].
- Fântâna publică, situată în Place Albert-Hamot: această fântână include un jgheab, care permitea cailor să bea apă.
- Fântâna Saint-Clair, situată pe Chemin de la fontaine Saint-Clair, în pădure (în stânga, după ieșirea nordică a satului): amplasată la marginea pădurii, această fântână se află sub un edificiu din secolul al XIX-lea, a cărui nișă adăpostea odinioară o statuetă a sfântului patron al comunei. Conform virtuților atribuite sfântului, apa fântânii era considerată vindecătoare pentru afecțiunile oculare și a fost mult timp obiectul unui pelerinaj. În ajunul zilei de 17 iulie, un foc mare era aprins, iar pelerinii colectau cenușă pentru a-și freca pleoapele, apoi beau apă din izvor folosind o lingură de lemn atașată la fântână cu un lănțișor[28].
- Satul se află în apropierea rezervației naturale regionale a sitului geologic Vigny-Longuesse[31].